# Erybulina
Erybulina – organiczny związek chemiczny, stosowany (w postaci mesylanu, soli kwasu metanosulfonowego) jako lek trzeciego rzutu w leczeniu raka piersi (halaven). Była lub jest przedmiotem wielu badań klinicznych dotyczących innych chorób nowotworowych. Jest otrzymywana syntetycznie. Zawiera makrocykliczny fragment szkieletu naturalnej halichondryny B wyizolowanej z gąbek morskich (występującej m.in. w gąbce Halichondria okadai).

## Działania niepożądane
Najczęstsze (występowanie w ≥25% przypadków) działania niepożądane erybuliny:
- neutropenia (obniżenie liczby granulocytów)
- anemia
- zmęczenie
- łysienie
- neuropatia obwodowa (uszkodzenie nerwów obwodowych)
- nudności
- zaparcie